# 地球の鼓動
地球の鼓動（ちきゅうのこどう）は、日本の合唱曲である。作曲者は瑞木薫、作詞者は弥勒である。中学校の合唱コンクールなどでよく歌われる。

## 作曲の経緯
弥勒氏は、「作詞家人生にピリオドを打つ「最後の詞」のつもりで書いた」などと話している。また、「この詞は私にとっての「再生」の詞なんです」とも話している。この合唱曲を発表したのちは数多く合唱やJ-POPなどに詩を提供している。

## 曲の特徴
曲は4分の4拍子でできている。ト長調で始まり、変ロ長調、ト長調、変イ長調と続く。
曲の後半部分は、伴奏がやや難しくなっている。